# Побегайловка
Побега́йловка (бывш. Михайловское) — село в составе Минераловодского района (городского округа) Ставропольского края России.

## География
Расположено в долине реки Кумы. Расстояние до краевого центра: 121 км. Расстояние до районного центра: 9 км.

## История
Село Михайловское основано в 1918 году. . Август 1925 год — переименовано в село Побегайловка (названо в честь революционера-подпольщика Иосифа Петрикеевича Побегайло). 
До 2015 года село было административным центром упразднённого Побегайловского сельсовета.

## Население
| 1925 | 1926  | 1989  | 2002  | 2010  | 2014  | 2021  |
| ---- | ----- | ----- | ----- | ----- | ----- | ----- |
| 1241 | ↗1361 | ↗1931 | ↗2507 | ↘2432 | ↘2400 | ↘2273 |

По данным Всесоюзной переписи населения 1926 года населённый пункт состоял из 287 дворов; общее число жителей составляло 1361 человек (655 мужчин и 706 женщин); преобладающая национальность — великороссы.
По данным переписи 2002 года, 83 % населения — русские.

## Инфраструктура
- Дом культуры[11].

## Образование
- Детский сад № 30 «Солнышко». Открыт 10 октября 1963 года[12]
- Средняя общеобразовательная школа № 19[13].

## Экономика
- Сельхозпредприятие «Кавказ». Основано 4 января 1960 года как плодовиноградарский совхоз «Кавказ»[14]
- Винно-коньячный комбинат[источник не указан 3017 дней].
- Колхоз имени Дзержинского (бывший колхоз «Путь хлебороба»). Ликвидирован в 1954 году[15]

## Религия
- В начале 20-х гг. XX века в селе была построена небольшая церковь во имя Архангела Божия Михаила. Уже в 30-х годах церковь закрыли. В здании церкви открыли начальную школу[16].
- Церковь в честь Архистратига Божия Михаила[17]. 6 июля 2003 года в Побегайловке был заложен первый камень в основание храма Михаила Архангела. Место строительства освятил архиепископ Ставропольский и Владикавказский Феофан[18]. 19 сентября 2009 года отслужена первая Божественная литургия[16].

## Культура
В селе живёт и работает Николай Михайлович Вдовкин — академик Российской академии художеств, Заслуженный художник России.

## Памятники
- Братская могила воинов Советской Армии, погибших в январе 1943 года при освобождении поселка от фашистов. 1955 год[20].